# Zbąszynek
Zbąszynek (Duits: Neu Bentschen) is een stad in het Poolse woiwodschap Lubusz, gelegen in de powiat Świebodziński. De oppervlakte bedraagt 2,76 km², het inwonertal 5185 (2005).

## Verkeer en vervoer
- Station Zbąszynek